# Black & White
A Black & White egy 2001-ben megjelent istenszimulációs játék, melyet a Lionhead Studios fejlesztett és az Electronic Arts adott ki 2001-ben, Mac OS-re pedig a Feral Interactive 2002-ben. A játékos egy istent alakít, akinek legfőbb riválisa Nemesis – az ő legyőzésével nyerhető meg a játék. Nagyban épít a program a jó és a rossz fogalmára, ugyanis a játékosnak sokszor kell morális alapon döntést hoznia. A játék különlegessége, hogy rögtön az elején választania kell a játékosnak egy lényt, amely az ő isteni mivoltának megtestesítője, és amelyet taníthat. A Black & White rendelkezik többjátékos móddal is.
Peter Molyneux vezette a közel három évig tartó fejlesztést, mely során az eredeti koncepció szerint még varázslók csaptak volna össze, nem istenek. A Black & White különleges volt abból a szempontból is, hogy nem volt a hagyományos értelemben vett interfész, ikonok, gombok és panelek helyett mindent egy, a játékban megjelenő kézzel kellett elvégezni. A program konzolokra történő átportolását tervezték, de később elvetették.
A Black & White megjelenésekor kritikai siker volt, a legtöbben a fejlett mesterséges intelligenciát dicsérték, valamint az egyediségét, a kritikák pedig főként a korában magasnak számító rendszerigényt és a számos bennmaradt hibát illették.Több mint kétmillió példányban értékesítették, emellett BAFTA-díjat kapott, és a Guinness Rekordok Könyvébe is bekerült a mesterséges intelligencia komplexitása okán. A későbbi kritikák már árnyaltabban fogalmaztak, úgy vélve, hogy megjelenésekor túllelkesedtek érte, de ettől függetlenül még mindig a valaha volt egyik legjobb játék. Egy kiegészítőt kapott (Creature Iste), és a Black & White 2 című folytatást.

## Játékmenet
A játékos egy istent alakít, amely több szigeten van jelen, amit különféle törzsek népesítenek be. A környezettel történő interakció egy animált kézfej segítségével történik, ezzel lehet különféle dolgokat megragadni, eldobni, varázsolni, illetve más egyéb akciókat végrehajtani. Az egyes küldetéseket arany és ezüst színű tekercsek aktiválásával lehet teljesíteni. Az arany színűek viszik előre a történetet, míg az ezüst színűek kisebb feladatok, melyekért valamilyen jutalmat lehet kapni.
Gyakorlatilag minden tettünk befolyásolja azt, hogy a hívők hogyan ítélik meg az istent, aki így lehet jóságos, gonosz, vagy épp a kettő között álló. A beállítottságtól függően változik a játékban a sziget és a templom kinézete, a kéz megjelenése, illetve a zene. Egy jó isten temploma például aranyfényben fürdik, míg egy gonoszét viharfelhők lengik körül és tüskék kanyarognak ki az oldalából. Valamennyi feladatot meg lehet oldani többféleképpen, egyáltalán nem kötelező oldalt választani a játékosnak. A döntésekben két tanácsadó van a segítségünkre: egy angyalszerű szakállas apóka és egy ördögszerű vörös lény, akik mindig elmondják, hogy szerintük mit lenne érdemes tenni.
Fontos feladat, hogy az uralmunk alatt álló falvakat fejlesszük, azaz építsünk a lakóinak épületeket és gondoskodjunk a szaporodásukról. A legfontosabb ilyen építmény a faluközpont, amely felett ott lebeg a jelképünk, és az egyes varázslatok forrásai. Emellett fontos még a raktár is, amelyben az élelmet és a fát helyezik el a falusiak, és kis zászlókkal jelzik szükségleteiket. Az épületeket egy műhelyben gyárthatjuk le megfelelő mennyiségű fából készült állványok kombinálásával. Kiemelkedik az épületek közül a csoda, amelyhez rengeteg fára van szükség, viszont felépítésével az adott falu lakosságára jellemző erős bónuszokat kaphatunk. A falusiakat megbízhatjuk különféle feladatokkal, például halászattal, favágással, vagy épp szaporodással. A játékot csak egyféleképpen tudjuk elveszíteni: ha lerombolják a templomunkat, ami csak akkor lehetséges, ha egyetlen hívőnk sem maradt.
A templomokat apró szentélyek veszik körül, ahol a híveink imádkozhatnak. Imádsággal lehet ugyanis feltölteni az egyes varázslatokat, használatuk előtt. A falusiaknak enniük is kell, valamint egészségesnek és kipihentnek kell lenniük. Azt, hogy hányan imádkozzanak, a faluközpontban lévő totem fel-le mozgatásával szabályozhatjuk. A varázslatok a legkülönfélébbek lehetnek: teremthetünk a semmiből ételt, fát, vagy pajzsot vonhatunk a települések köré, esetleg tűzlabdát vagy villámcsapást generálhatunk. Gyakran kaphatunk az ezüst küldetések teljesítéséért varázsgömböket termelő oltárokat: ezek instant módon felhasználható varázslatokat tartalmaznak, és bizonyos időnként újratermelődnek. Megkötés, hogy tevékenységünket kizárólag a falvaink körül húzott aura határain belül végezhetjük, azon túlhaladva fokozatosan elvész az erőnk, és nem tudunk se varázsolni, se interakcióba kerülni a világgal. A határokat a hívők számának növekedése és erősödésünk fokozatosan kitágíthatja. A varázslatokat a templomnál vagy a faluközpontnál aktiválhatjuk, illetve megfelelő kézmozdulat elvégzésével manuálisan. A varázslatok újratöltődését gyorsíthatjuk, ha feláldozunk valamit az áldozati oltáron – ha emberrel végezzük el ezt, akkor az nagyobb energiát ad, cserébe gonoszabbak leszünk.
A fő cél minden egyes szigeten annak teljes területének uralása, azaz meg kell győzni az embereket, hogy bennünk higgyenek. A meggyőzés történhet azáltal, hogy segítünk a falusiak mindennapjaiban, esetleg terrorizálva őket elérjük, hogy féljenek tőlünk, vagy misszionáriusok, esetleg különleges varázslatok segítségével érjük el, hogy higgyenek bennünk. Mivel a falusiak egy idő után ráunnak, ha ugyanazt a dolgot csináljuk a meggyőzésük érdekében, így egy falu meghódítása komplex megoldásokat igényel.
A kampánymód mellett különféle pályákon is játszhatunk, ahol több isten csap össze egy sziget uralásáért, de van többjátékos mód is, ahol hálózatban is játszhatunk egymás ellen, akár kooperatív módban is, ahol több játékos osztozik egy lényen. Az Istenek Játszótere pedig egy beépített gyakorló mód.
A játék egyik legfontosabb eleme a lény, aki a játékos nevelhető megtestesülése. Az első pályán háromféle közül választhatunk (tehén, majom, tigris), amelyet a későbbiekben lecserélhetünk egyes küldetések teljesítésekor. Lényünk a kezdetekkor még egészen kicsi, a játék során folyamatosan nő. Minden lénynek megvan az előnye és a hátránya: például a majom gyorsan tanul, de gyenge, ezzel ellentétben a tigris erős, de viszonylag buta. Lényünket megtaníthatjuk valamennyi dologra, amit mi is csinálunk. Tanulása során elsajátítja, mit kell tennie, ha falusiakkal találkozik, mit ehet, és így tovább. Más lényekkel való találkozáskor harcba is keveredhet velük, ekkor támadnia és védekeznie is kell. A tanítás a megerősítéses módszeren alapul: ha a lényünk valami számunkra kedves dolgot tesz, megsimogathatjuk a kezünkkel, ellenben ha rosszat, akkor megpofozhatjuk. A lény emlékezni fog arra, hogy tetteiért mit kapott, és a viselkedését fokozatosan a kívánt irányba állítja. Elég idő és megfelelő mennyiségű tanítás elteltével a lényünk más saját magunk megkettőződéseként végzi a munkát az érdekünkben. Háromfajta pórázt is köthetünk rá, amivel irányíthatjuk: az egyik egy szimpla kötél, mely a tanítást segíti elő, a másik kettő az agresszió és a szeretet póráza – amihez kikötjük, ő a póráznak megfelelő viselkedést tanúsítja azzal szemben. Lényünk beállítottsága tőlünk függetlenül alakul, és az ő külseje is megváltozik a beállítottságától függően.
A Lionhead Michael Bratman "hit-vágy-szándék" rendszerét vette alapul, amikor a lényünk döntésmeghozatali motívumait programozta. Különféle vágyak, vélemények és hit kombinációjával hoz döntést a megfelelő helyzetekben. A hitet a világgal kapcsolatos tapasztalásai alapján állítja össze, a vágyakat a saját szükségletei szerint, az általunk beleplántált vélekedések hatására pedig hoz egy döntést, ezzel kialakítva a szándékot.

## Cselekmény
A játékos, mint isten, egy szigeten, az ottani lakók imádsága által jön létre. Miután megmentette a fuldokló fiukat, követi a hálás falusiakat az otthonukba. Később felfedez egy hatalmas lényt, aki elmondja neki, hogy az ő gazdája valaha Nemesis volt – egy olyan isten, aki a többiek elpusztítására tör, hogy ő lehessen az egyetlen. Ehhez egy Creed nevű energiaforrásra van szüksége, mert csak ez képes elpusztítani az isteneket. Miután Nemesis felfedezte, hogy a volt lénye elárulta őt, elpusztítja azt, majd megtámadja a falunkat. Ekkor váratlanul egy portál nyílik, amin keresztül elmenekülhetünk a második szigetre. Itt egy barát, egy másik isten, Khazar vár minket, aki a segítségéért cserébe szintén segítséget vár: egy rivális istent, Lethyst kell visszavernünk. Nemesis azonban egy idő után közbelép, végez Khazarral, és megszerzi a Creed nála lévő darabját. Lethys elrabolja a lényünket és magával viszi a harmadik szigetre – itt három oszlop segítségével fogva tartja őt, és csak akkor tudjuk kiszabadítani, ha három falut meghódítunk. Miután visszaszereztük a lényünket, lehetőségünk van elpusztítani Lethyst, aki akár megkíméljük az életét, akár megöljük, átadja nekünk a Creed nála lévő darabkáját. Ezután visszatérünk a legelső szigetre, amelyet Nemesis rontása teljesen az uralma alá hajtott: tűzlabdák hullanak az égből, viharok tombolnak, és gremlinek terrorizálják az embereket. Három őrkövet kell megsemmisítenünk feladatok teljesítésével, hogy megszűnjenek az átkok, és ezzel a Creed újabb darabját szerezzük meg. Ha sikerrel jártunk, maga Nemesis jelenik meg előttünk, aki a saját világába invitál minket. Ott Nemesis első dolga megátkozni a lényünket, aki fokozatosan elbutul, elgyengül és összemegy, hacsak nem teszünk ellene. Ha sikerrel járunk, akkor megszerezzük a Creed utolsó darabját, és ezzel legyőzve Nemesist megnyerjük a játékot.

## Fejlesztés
A Black & White három évig tartó fejlesztése 1998. február 14-én kezdődött, maga a program pedig 2001. március 30-án jelent meg. Peter Molyneux saját zsebből kezdte el finanszírozni a projektet – elhatározta, hogy korábbi sikerjátéka, a Dungeon Keeper játéktervezési hibáit nem követi el még egyszer. A cél az volt, hogy a játékos azt érezze, hogy gyakorlatilag bármit megtehet, nem korlátozza semmi, és ebben nagy inspiráció volt korábbi játéka, a szintén istenszimulátor Populous. A jó és a gonosz koncepciója iránt érdeklődve beépítette azt a játékmechanikába. A fejlesztés igen lassan kezdődött, eleinte csak hat emberrel, ugyanis Molyneux megválogatta, hogy kikkel dolgozik együtt rajta. Az előkészületek és a tervezés már 1997-ben megkezdődtek, az érdemi munka pedig 1998-ban a Lionhead stúdiójában. A később kilencfősre bővült brigád hozta magával a saját ötleteit. A fejlesztés előrehaladtával még többen csatlakoztak, ám a Lionhead szerette volna megőrizni a barátságos légkört, ezért a felvételnél kimondott szempont volt, hogy az illető jól be tudjon illeszkedni. Végül 25 programozó körülbelül 4 millió angol fontnak megfelelő összegből készítette el a játékot.
Molyneux szerint a King Kong volt az egyik inspiráló tényező, illetve a Végtelen határok című sorozat "The Sandkings" című epizódja, amelyben bogárszerű lények istenként tiszteltek egy tudóst. Először az 1998-as E3-on mutatták be a játékot, amelyet a Populous és a Dungeon Keeper ötvözetének neveztek. Molyneux úgy számolt, hogy 1999-ben be tudják fejezni a programot, és legkésőbb 2000 szeptemberéig ki tudják azt adni. A mesterséges intelligencia volt az egyik legnehezebb terület, emellett a játék állandóan összeomlott. Háromdimenziós motort terveztek neki, ám 1998 decemberéig nem is volt ilyen irányú szakember a csapatban, hanem a már meglévő dolgozók igyekeztek magukat ez irányban képezni.
A teljes játékot a nulláról programozták, mégpedig akként, hogy ha valamit leprogramoztak, megnézték, hogy működik-e a gyakorlatban, és ha nem, akkor elvetették. Ekkor találták ki, hogy elhagyják az interfészt, és a szükséges interakciót a játékbeli kéz mozdulataival végeztetik el. Az eredeti koncepció szerint a játék főhősei varázslók lettek volna, akik saját lényeiket (a titánokat) küldték volna harcba egymás ellen, különféle varázslatok segítségével, melyeket a hit teremtett volna elő. Hasonló módon képzelték el a lény irányítását, mint a Dungeon Keeper egyébként elvetett megoldásában: első személyű nézőpontból. Mikor aztán kiderült Molyneux számára, hogy egy ember nem lehet mindenható, módosították a sztorit, és a játékos egy istent alakított, egy olyan világban, ahol a kameraállást szabadon lehetett változtatni. A titánok koncepcióját elvetették, és ekkor jelentek meg a kreatúrák. Egyes elemek megmaradtak ebből az időből, például az istenek templomainak kinézete.
1999-ben már egy olyan játékot mutattak be az E3-on, ami a végleges koncepciónak nagyjából megfelelt. 2000-ben már egy megjelenési dátumot is bejelentettek, szeptember 23-át. Június 18-ára a terveik szerint befejezték volna az alfa verziót, ám ekkor még nagyon messze volt a program a befejezéstől. Ezért a megjelenést előbb novemberre, majd 2001-re tolták. 2000 szeptemberében a teljes stáb beszkenneltette az arcát, és ezek a fejek kerültek a falusiak testére a játékban. A beszkennelt képeket később árverésre hirdették meg, a befolyt összeget pedig egy, a gyermekbántalmazások ellen küzdő szervezetnek ajánlották fel. Októberre elkészült az alfa verzió, ám ekkor olyan váratlan nehézségek jelentek meg, mint hogy a japán lokalizáció elkészítése az egyedi írásjelek miatt gondokat okozott. A többjátékos mód majdnem áldozatául esett a csúszásnak, ám az utolsó pillanatban sikerült megmenteni. Ekkor kezdődött a tesztelés és a marketingkampány. Miután csak az előzetes felméréskor több mint 3000 bugot találtak, ezért minden fejlesztő kapott egy listát az ellenőrizendő tételekről, hogy a hibákat mielőbb kiirtsák.  Ám hiába oldották meg ezeket, folyton újabbak keletkeztek. Az állandóan fejlesztett kód végül hatalmasra hízott, és végül a zenéket, a párbeszédeket és a hangeffekteket tömöríteni kellett, hogy az egész játék elférjen 1 CD-n. Ekkor kezdődött a bétateszt, és az első vélemények is ekkor születtek olyanoktól, akik előtte nem látták a játékot – túlnyomórészt pozitív vélemények keletkeztek. Március 16-án a játék aranylemezre került, azaz kiadásra kész állapotba, de még ez is tele volt hibákkal. Az első nagyobb patch 2001 júniusában érkezett, majd ezt követte még kettő, ezek közül az utolsót, az 1.3-asat kizárólag a P5 virtuális valóság kesztyű támogatása érdekében adták ki.

## Black & White: Creature Isle
A játék egyetlen hivatalos kiegészítője 2002. január 21-én jelent meg. Játékmechanikai szempontból nagy változás volt, hogy az egész játék immár csak egyetlen szigeten játszódik, és a teljes cselekmény a lényre fókuszál. Három új lényt hozott magával a kiegészítő, valamint egy csirkét, amelyet a lényünknek kellett nevelnie, és amely továbbadta azt a tudást, amit tőlünk kapott. Fontos változtatás volt, hogy amennyiben elhanyagoltuk a kis lényt, úgy az magányában agresszívvá válhatott. Megjelent egy új varázslat is, mely lényünket képes felgyorsítani.
A történet szerint a szigetet más istenek által elhagyott lények népesítették be, akik örömmel befogadják a mi lényünket is maguk közé, de csak akkor, ha kiálljuk az általuk előírt próbákat.

## Fordítás
Ez a szócikk részben vagy egészben  a   Black & White (video game) című angol Wikipédia-szócikk ezen változatának fordításán alapul.  Az eredeti cikk szerkesztőit annak laptörténete sorolja fel. Ez a jelzés csupán a megfogalmazás eredetét és a szerzői jogokat jelzi, nem szolgál a cikkben szereplő információk forrásmegjelöléseként.